# Список програмного забезпечення для комп'ютерного моделювання
Нижче наведено список відомих програм для комп'ютерного моделювання.

## Безкоштовні або з відкритим вихідним кодом
- Advanced Simulation Library — програмне забезпечення з відкритим вихідним кодом для апаратного прискорення фізичної симуляції.
- Algodoo — 2D симулятор фізики
- ASCEND[en] — середовище моделювання з відкритим вихідним кодом на основі рівнянь.
- Cantera[en] — пакет хімічної кінетики
- Celestia — тривимірна астрономічна програма.
- CP2K — програма ab-initio молекулярної динаміки з відкритим вихідним кодом
- DWSIM — симулятор хімічних процесів з відкритим вихідним кодом, сумісний з CAPE-OPEN.
- Elmer — програмне забезпечення для фізичного моделювання з відкритим вихідним кодом для Windows/Mac/Linux.
- Facsimile — безкоштовна бібліотека імітації дискретних подій з відкритим вихідним кодом.
- FreeFem ++ — безкоштовне програмне забезпечення для аналізу кінцевих елементів (FEA) з відкритим вихідним кодом.
- Freemat — безкоштовне середовище для швидкого проектування, наукового прототипування і обробки даних однією мовою з MATLAB і GNU Octave.
- Galatea — багатоагентного, багатомовний мову, платформа для симуляції.
- GNU Octave — це програмне забезпечення для математичного моделювання і симуляції з відкритим вихідним кодом, дуже схоже на використання того ж мови, що і MATLAB і Freemat.
- OpenModelica — середовище моделювання з відкритим вихідним кодом, заснована на Modelica — відкритому стандарті програмного забезпечення для моделювання.
- OpenFermion Cirq [en], перша платформа з відкритим кодом для перекладу проблем хімії та матеріалознавства в квантові схеми. OpenFermion — це бібліотека для моделювання систем взаємодіючих електронів (ферміонів), що породжують властивості речовини[1][2]. До OpenFermion розробникам квантових алгоритмів потрібно було вивчити значну кількість хімії та написати велику кількість коду, щоб зламати інші коди, щоб скласти навіть найосновніші квантові симуляції.
- JModelica.org — це безкоштовна програмна платформа з відкритим вихідним кодом, заснована на мові моделювання Modelica.
- Mobility Testbed — мультиагентний випробувальний стенд з відкритим вихідним кодом для алгоритмів координації транспорту.
- NetLogo — програмне забезпечення для багатоагентного моделювання з відкритим вихідним кодом
- ns-3 — симулятор мережі з відкритим вихідним кодом.
- OpenFOAM — програмне забезпечення з відкритим вихідним кодом, що використовується для обчислювальної гідродинаміки (або CFD)
- OpenEaagles — багатоплатформенна середу моделювання для створення прототипів і створення додатків моделювання.
- Open Source Physics — програмний проект на Java з відкритим вихідним кодом для викладання і вивчення фізики.
- OpenSim — програмна система з відкритим вихідним кодом для біомеханічного моделювання.
- Physics Abstraction Layer — фізичний пакет з відкритим вихідним кодом.
- Project Chrono — фреймворк для фізичного моделювання з відкритим вихідним кодом.
- SageMath — система для експериментів з алгебри і геометрії через Python.
- Scilab — безкоштовне програмне забезпечення з відкритим вихідним кодом для чисельних розрахунків і моделювання, схоже на MATLAB/Simulink.
- Simantics System Dynamics — використовується для моделювання і моделювання великих ієрархічних моделей з багатовимірними перемінними, створеними традиційним способом з використанням графіків запасів і потоків і діаграм причинно-наслідкових зв'язків.
- SimPy — пакет імітації дискретних подій з відкритим вихідним кодом, заснований на Python.
- Simulation of Urban MOility — пакет моделювання трафіку з відкритим вихідним кодом.
- SOFA — фреймворк з відкритим вихідним кодом для фізичного моделювання з акцентом на медичне моделювання.
- Код SU2 — платформа з відкритим вихідним кодом для моделювання динаміки рідини і оптимального проектування форми.
- Step — рушій симуляції двовимірної фізики з відкритим вихідним кодом (KDE).
- Tortuga — програмне середовище з відкритим вихідним кодом для моделювання дискретних подій в Java.
- UrbanSim — програмне забезпечення з відкритим вихідним кодом для моделювання землекористування, транспорту та екологічного планування.

## Власницьке та комерційне програмне забезпечення
- Adaptive Simulations — хмарні і повністю автоматизовані симуляції CFD.
- AGX Dynamics — рушій для моделювання багатотільних і фізичних явищ в реальному часі.
- 20-sim — програмне забезпечення для багатодоменному моделювання на основі графа зв'язків.
- Actran — програмне забезпечення для моделювання методом кінцевих елементів для аналізу акустичного поведінки механічних систем і деталей.
- ADINA — програмне забезпечення для інженерного моделювання для структурних, рідинних, теплообмінних і мультифізичних завдань.
- ACSL і acslX — просунутий мову безперервного моделювання.
- Simcenter Amesim — платформа для аналізу багатодоменному, інтелектуальних систем, а також для прогнозування і оптимізації міждисциплінарної продуктивності. Розроблено Siemens PLM Software.
- ANSYS — інженерне моделювання.
- AnyLogic — багатофункціональний інструмент імітаційного моделювання для бізнесу і науки. Розроблено компанією AnyLogic.
- APMonitor — інструмент для динамічного моделювання, валідації та оптимізації багатодоменному систем з інтерфейсами до Python і MATLAB.
- Arena — програмне забезпечення для моделювання дискретних подій на основі блок-схеми, розроблене Rockwell Automation
- Automation Studio — програмне забезпечення для моделювання, моделювання і моделювання систем електроживлення, електричних систем і систем управління, розроблене Famic Technologies Inc.
- CENOS Platform — засноване на FEA програмне забезпечення для настільного моделювання процесів індукційного нагріву різних сталей і сплавів: гарт, відпал, пайка, зварювання, термоусадка, з'єднання, попередній нагрів, кування.
- Chemical WorkBench — програмний інструмент для моделювання хімічної кінетики, розроблений Kintech Lab.
- CircuitLogix — програмне забезпечення для моделювання електроніки, розроблене компанією Logic Design Inc.
- COMSOL Multiphysics — пакет програмного забезпечення для аналізу, розрахунку та моделювання, заснований на кінцевих елементах, для різних фізичних і технічних додатків, особливо пов'язаних явищ або фізики.
- CONSELF — заснована на браузері платформа моделювання CFD і FEA.
- DX Studio — набір інструментів для симуляції та візуалізації.
- Dymola — програмне забезпечення для моделювання та симуляції на основі мови Modelica.
- Ecolego — програмний інструмент для моделювання динамічних моделей і виконання детермінованих і імовірнісних моделей.
- EcosimPro — програмне забезпечення для безперервного і дискретного моделювання і симуляції.
- Enterprise Architect — інструмент для моделювання поведінкового моделювання UML в поєднанні з призначеним для користувача інтерфейсом Win32.
- Enterprise Dynamics — програмна платформа для моделювання, розроблена компанією INCONTROL Simulation Solutions.
- ExtendSim — програмне забезпечення для моделювання дискретного події, безперервного, дискретного і агентного моделювання.
- FEATool Multiphysics — набір інструментів для фізики кінцевих елементів і моделювання PDE для MATLAB.
- Flexsim — програма для моделювання дискретних подій.
- Fluent, Inc. — програмне забезпечення для моделювання потоку рідини, турбулентності, теплообміну і реакцій для промислового застосування.
- GoldSim — програмне забезпечення для моделювання динаміки системи і дискретних подій, вбудоване в платформу Монте-Карло.
- HyperWorks — мультидисциплінарне програмне забезпечення для моделювання
- IDA ICE — програмне забезпечення на основі рівнянь (DAE) для моделювання продуктивності будівлі
- IES Virtual Environment (IESVE) — комплексне програмне забезпечення для аналізу і моделювання продуктивності будівлі
- Isaac Dynamics — програмне забезпечення для динамічного моделювання процесів на звичайних і поновлюваних електростанціях.
- iThink — програмне забезпечення для системної динаміки і моделювання дискретних подій для бізнес-стратегії, державної політики та освіти. Розроблено системами isee.
- JMAG — програмне забезпечення для моделювання та проектування електричних пристроїв.
- Khimera — програмний інструмент для моделювання хімічної кінетики, розроблений Kintech Lab.
- Lanner WITNESS — платформа для моделювання окремих подій для моделювання процесів і експериментів.
- Lanner L-SIM Server — рушій імітації на основі Java для імітації моделей процесів на основі BPMN2.0.
- MADYMO — програмне забезпечення для автомобільної і транспортної безпеки, розроблене Нідерландської організацією прикладних наукових досліджень
- Maple — універсальна система комп'ютерної алгебри, розроблена і продається компанією Waterloo Maple Inc.
- MapleSim — багатодоменному інструмент для моделювання і симуляції, розроблений Waterloo Maple Inc.
- MATLAB — інструмент для програмування, моделювання і симуляції, розроблений MathWorks.
- Mathematica — обчислювальна програма, заснована на символічної математики, розроблена Wolfram Research.
- Micro Saint Sharp — універсальний програмний інструмент для дискретних подій, що використовує метод графічної блок-схеми і на мові C #, розроблений Alion Science and Technology.
- ModelCenter — платформа для інтеграції сторонніх інструментів / скриптів моделювання і симуляції, автоматизації робочих процесів, а також аналізу і оптимізації міждисциплінарного проектування від Phoenix Integration.
- NEi Nastran — програмне забезпечення для інженерного моделювання напружень, динаміки і теплообміну в конструкціях.
- NI Multisim — електронна схема захоплення і симуляції програми.
- Plant Simulation — програмне забезпечення для моделювання, оптимізації ліній і процесів, розроблене Siemens PLM Software.
- PLECS — інструмент для системного моделювання електричних ланцюгів. Розроблено Plexim.
- PRO / II — програмне забезпечення для стаціонарного моделювання хімічних процесів і широко використовується на нафтопереробних і газопереробних заводах.
- Project Team Builder — симулятор управління проектами, який використовується для навчання і виховання.
- ProLB — програмне забезпечення для комп'ютерного моделювання гідродинаміки.
- PSF Lab — розраховує функцію розсіювання точок оптичного мікроскопа при різних умовах візуалізації на основі суворої векторної моделі.
- RoboLogix — програмне забезпечення для моделювання робототехніки, розроблене компанією Logic Design Inc.
- Ship Simulator — комп'ютерна гра з моделювання транспортних засобів VSTEP, яка імітує маневрування різних кораблів в різних умовах.
- Simcad Pro — програмне забезпечення для симуляції процесу з моделлю On-The-Fly змінюється під час симуляції. Розроблено CreateASoft, Inc. Чикаго, США
- SimEvents — частина MathWorks, яка додає моделювання дискретних подій в середу MATLAB / Simulink.
- SimScale — вебплатформа для моделювання з можливостями CFD, FEA і термодинаміки.
- SIMUL8 — програмне забезпечення для моделювання на основі дискретних подій або процесів.
- Simulations Plus — програмне забезпечення для моделювання і симуляції для фармацевтичних досліджень
- SimulationX — програмне забезпечення для моделювання та симуляції на основі мови Modelica.
- Simulink — інструмент для блок-схем, електромеханічних систем і машин від MathWorks.
- SRM Engine Suite — інженерний інструмент, який використовується для моделювання викидів палива, згоряння і вихлопних газів в двигунах з мікросхемою.
- STELLA — програмне забезпечення для системної динаміки і моделювання дискретних подій для бізнес-стратегії, державної політики та освіти. Розроблено системами isee.
- TRNSYS — програмне забезпечення для динамічного моделювання систем відновлюваної енергії, систем опалення, вентиляції та кондиціонування повітря, використання енергії в будівлях, а також пасивних і активних сонячних систем.
- Vensim — програмне забезпечення для системної динаміки і безперервного моделювання для додатків бізнесу і державної політики.
- VisSim — система моделювання і опціональна генерація С-коду електричних, технологічних, керуючих, біомедичних, механічних і UML- систем карт станів.
- Vortex (програмне забезпечення) — повна платформа моделювання, що включає фізичний рушій реального часу для динаміки твердого тіла, генератор зображень, інструменти робочого столу (редактор і плеєр) і багато іншого. Також є як Vortex Studio Essentials, обмежена безкоштовна версія.
- Wolfram SystemModeler — програмне забезпечення для моделювання та симуляції на основі мови Modelica.
- Working Model — 2D динамічний симулятор з підключеннями до SolidWorks. (Демоверсія з відключеним SAVE безкоштовна)
- VisualSim Architect — електронне програмне забезпечення системного рівня для моделювання і симуляції електронних систем, програмно-апаратних засобів і напівпровідників.
- zSpace — створює додатки для природничих наук